# 박남규 (화학자)
박남규(朴南圭, 1960년 9월 3일 ~ )는 대한민국의 화학공학자이다. 현재 성균관대학교 교수로 재직 중이다. 2012년에 장기적으로 안정적인 페로브스카이트 태양 전지를 처음으로 보고함으로써 페로브스카이트 태양 전지 연구의 시작을 알렸고 실용적인 페로브스카이트 태양 전지의 선구자로 불린다.

## 생애
경상남도 마산시(현재의 창원시) 출신이다. 어린 시절에 그의 아버지가 한국전력 부산지점(현재의 한국전력공사 부산지역본부)으로 발령받으면서 부산직할시(현재의 부산광역시)로 이주했고 그 곳에서 초등학교, 중학교, 고등학교 교육을 받았다. 청소년 시절에는 미술가, 건축가가 되기를 원했으나 음악을 담당하던 담임 교사의 반대 때문에 이루지 못했다. 1981년에 서울대학교 화학교육과에 입학하자마자 육군 제9보병사단(속칭 백마부대)에 입대하여 2년 7개월간 복무했다. 1984년에 제대와 함께 서울대학교에 복학하여 무기화학을 전공했고 1988년에 학사 학위를 받으면서 졸업했다.
1988년 1월부터 당시 비디오테이프·콤팩트 디스크·플로피 디스크 제조 업체로 이름을 알렸던 SKC(옛 이름 선경화학) 천안공장에서 연구원으로 근무했으나 1990년 2월에 퇴사했다. 그 뒤 서울대학교 대학원 화학과에 입학하여 최진호 교수의 제자가 되었다. 처음에는 초전도체 연구를 원했으나 교수의 제안에 따라 페로브스카이트 연구로 방향을 바꿨다. 1992년 2월에 서울대학교 대학원에서 무기화학 석사 학위를 받았고 1995년 2월에 《2차원 무기 고체 화합물과 그 층간 삽입 화합물의 합성 및 물리화학적 성질에 관한 연구》라는 논문을 통해 무기화학 박사 학위를 받았다.
1996년 3월부터 1997년 5월까지 프랑스 페사크에 위치한 프랑스 국립과학연구센터(CNRS) 산하 보르도 응집물질화학연구소(ICMCB)에서 박사후 연구원으로 근무하면서 염료감응형 태양전지의 효율을 높이기 위한 연구를 진행했다. 그 뒤 1997년 6월부터 1999년 12월까지 미국 콜로라도주 골든에 위치한 국립재생에너지연구소에서 박사후 연구원으로 근무했다. 2000년 1월에 대한민국으로 돌아온 뒤부터 한국전자통신연구원(ETRI) 책임연구원으로 근무했으며 2005년 12월에 한국과학기술연구원(KIST)으로 자리를 옮겨 태양전지연구센터장, 에너지재료연구단 책임연구원으로 근무했다. 그러나 염료감응형 태양전지는 경제적이기는 하나 에너지 변환 효율성에 한계가 있다는 단점이 있었다. 그러던 중에 2007년에 스위스에서 열린 태양전지 관련 학회에서 미야사카 쓰토무 일본 도인 요코하마 대학 교수가 페로브스카이트 태양전지에 관한 발표를 진행하는 모습을 목격하게 된다. 미야사카 쓰토무는 2009년에 발표한 논문을 통해 페로브스카이트 구조 물질을 적용한 염료감응형 태양전지 모델을 처음 제시했지만 액체 상태로 구현되어 안정성이 떨어지는 데다가 효율이 3.8%에 불과하여 별다른 주목을 받지 못했다.
2009년 7월에 성균관대학교 교수로 부임하면서 페로브스카이트에 관한 연구를 진행했고 페로브스카이트 구조 화합물이 부도체, 반도체, 도체의 성질과 함께 초전도 현상을 갖고 있어서 빛을 잘 흡수하는 특성을 가졌다는 사실에 주목하게 된다. 그 뒤 2012년 8월에 미하엘 그레첼 스위스 로잔 연방 공과대학교 교수와 함께 고체형 페로브스카이트로 만든 태양전지를 세계 최초로 개발했다. 그가 개발한 고체형 페로브스카이트 태양전지는 당시 최고 효율이었던 9.7%를 기록했으며 500시간 이상 실외에 노출되어도 효율이 일정하게 유지되는 것이 특징이었다. 네이처의 자매지인 《사이언티픽 리포츠》에 게재된 이 논문은 안정적이고 고효율적인 고체 페로브스카이트 태양 전지에 대한 최초의 논문으로 여겨졌다. 그 뒤 세계 각지에서 페로브스카이트 태양전지에 관한 연구를 진행하는 계기를 마련했다는 평가를 받았다. 그의 페로브스카이트 태양 전지 연구 성과는 2022년 영국 랭크상 광전자공학 부문 수상, 2024년 이탈리아 에니상 에너지 프런티어 부문 수상, 2025년 독일 훔볼트 연구상, 일본 NIMS상 수상으로 이어지면서 국제적인 인정을 받았다. 2023년에는 대한민국 출신 과학기술인으로는 유일하게 스웨덴 왕립 과학한림원에서 주최한 노벨 심포지움에 초청되어 고체 페로브스카이트 태양전지에 대한 발표를 진행하기도 했다.

## 수상
- 2008년 9월 이달의 과학기술인상
- 2008년 10월 행정안전부 경향 전기에너지대상
- 2010년 제8회 듀폰과학기술상
- 2016년 제10회 덕명한림공학상
- 2017년 클래리베이트 인용상 (노벨 화학상 수상 가능성이 있는 후보자 명단 등재)
- 2018년 제28회 호암 공학상
- 2018년 올해의 과학자상
- 2019년 싱가포르 《아시안 사이언티스트》 선정 아시아 100대 과학기술인[31]
- 2022년 영국 랭크상 광전자공학 부문
- 2024년 한국공학한림원 대상
- 2024년 대한민국 최고과학기술인상
- 2024년 이탈리아 에니상 에너지 프런티어 부문
- 2025년 독일 훔볼트 연구상
- 2025년 일본 NIMS상